# Чибисов, Сергей Александрович
Сергей Александрович Чибисов (род. 1 марта 2000, Санкт-Петербург) — российский футболист, защитник.

## Биография
Родился 1 марта 2000 года в Пушкинском районе Санкт-Петербурга. Воспитанник Академии ФК «Зенит». Начинал в СДЮШОР «Царское Село», через год его пригласили в «Смену» на просмотр, а ещё через 2 месяца перешёл туда окончательно. Начинал центральным защитником,  но перед выпуском стал опорным. 
По окончании Академии не попал в молодёжную команду, тренировался с командой на год младше. Спустя год попал на сборы «Зенита-2», но в команду не стал его игроком. Поэтому 2019 год провёл в финском «Аланде». По окончании сезона стал игроком Зенита-2». Дебютировал за коллектив 9 августа 2020 в матче против «Смоленска». 
16 мая 2021 года в гостевом матче против «Тамбова» дебютировал за основной состав «Зенита» в матче 30-тура чемпионата России, выйдя на замену; матч завершился со счётом 5:1 в пользу петербургского клуба.
29 июня 2021 года перешёл в красноярский «Енисей» в качестве свободного агента. 

## Достижения
«Зенит»
- Чемпион России: 2020/21